# Pièces de monnaie commémoratives de l'Azerbaïdjan
Les pièces commémoratives de l'Azerbaïdjan sont émises par la Banque centrale de la République d'Azerbaïdjan en métaux précieux et non précieux. La première pièce a été émise en 1996 et était dédiée à 500 ans de Fuzuli. Les pièces sont frappées en Grande-Bretagne, en Ukraine, en Autriche et en Pologne.

## Pièces d'argent
| Image de la pièce                                                             | Description                                                                | Année |
|                                                                               | 500 ans de Fuzuli                                                          | 1996  |
| Nominal: 50 manat Masse: 28,28 g Diamètre: 38,61 mm Production: 5000 unités   |                                                                            | 1996  |
|                                                                               | 1300 ans de Livre de Dede Korkut                                           | 1999  |
| Nominal: 50 manat Masse: 31,1 g Diamètre: 38,61 mm Production: 1000 unités    |                                                                            | 1999  |
|                                                                               | En mémoire de Heydar Aliyev                                                | 2004  |
| Nominal: 50 manat Masse: 28,28 g Diamètre: 38,61 mm Production: 2000 unités   |                                                                            | 2004  |
|                                                                               | Coupe du monde de football 2006                                            | 2004  |
| Nominal: 50 manat Masse: 28,28 g Diamètre: 38,61 mm Production: 50 000 unités |                                                                            | 2004  |
|                                                                               | 85 ans de la République autonome du Nakhitchevan                           | 2009  |
| Nominal:5 manat Masse: 31,107 g Diamètre: 37 mm Production: 1000 unités       |                                                                            | 2009  |
|                                                                               | 135 ans de presse nationale                                                | 2010  |
| Nominal: 5 manat Masse: 31,1 g Diamètre: 37 mm Production: 1000 unités        |                                                                            | 2010  |
|                                                                               | 20 ans de la Banque nationale d'Azerbaïdjan                                | 2012  |
| Nominal: 5 manat Masse: 31,1 g Diamètre: 37 mm Production: 1000 unités        |                                                                            | 2012  |
| ·                                                                             | Chemin de fer Bakou-Tbilissi-Kars                                          | 2015  |
| ·                                                                             | Nominal: 5 manat Masse: 31,21 g Diamètre: 38,61 mm Production: 1000 unités | 2015  |
| ·                                                                             | Azerspace-1                                                                | 2015  |
| ·                                                                             | Nominal: 5 manat Masse: 31,21 g Diamètre: 38,61 mm Production: 1000 unités | 2015  |
| ·                                                                             | Gazoduc transanatolien                                                     | 2015  |
| ·                                                                             | Nominal: 5 manat Masse: 31,21 g Diamètre: 38,61 mm Production: 1000 unités | 2015  |
| ·                                                                             | Contrat de 20 ans du siècle (1994)                                         | 2015  |
| ·                                                                             | Nominal: 5 manat Masse: 31,21 g Diamètre: 38,61 mm Production: 1000 unités | 2015  |

## Pièces d'or

### Moniteurs de circulation en or
Les pièces en circulation ont été frappées en 2006 à la Monnaie autrichienne.
Rouleau: 50 unités de chaque nominal
|               |         |         |         |          |          |          |
| Nominal       | 1 gapik | 3 gapik | 5 gapik | 10 gapik | 20 gapik | 50 gapik |
| Masse (g)     | 7,10    | 8,80    | 10,70   | 13,05    | 15,85    | 17,60    |
| Diamètre (mm) | 16,25   | 18,00   | 19,75   | 22,25    | 24,25    | 25,50    |

### Série de 90 ans depuis la naissance de Heydar Aliyev
Les pièces ont été frappées à la Monnaie en Grande-Bretagne.

| 2013 |                                                                        | Nominal: 100 manat Masse: 31,1 g Diamètre: 38,61 mm Production: 3000 unités |
| 2013 | Nominal: 500 manat Masse: 313 g Diamètre: 65 mm Production: 500 unités |                                                                             |
| 2013 |                                                                        | Nominal: 1000 manat Masse: 1005 g Diamètre: 100 mm Production: 5 unités     |

### Autres pièces commemoratives
| 1996 |                                                                             | 500 ans de Fuzuli                                |
| 1996 | Nominal: 100 manat Masse: 7,98 g Diamètre: 25,05 mm Production: 500 unités  |                                                  |
| 1999 |                                                                             | 1300 ans de Livre de Dede Korkut                 |
| 1999 | Nominal: 100 manat Masa 17,28 g Diamètre: 25 mm Production: 150 unités      |                                                  |
| 2004 |                                                                             | En mémoire de Heydar Aliyev                      |
| 2004 | Nominal: 100 manat Masa: 39,94 g Diamètre: 38,61 mm Production: 1000 unités |                                                  |
| 2008 |                                                                             | 85 ans de Heydar Aliyev                          |
| 2008 | Nominal: 100 manat Masa: 31,107 g Diamètre: 37 mm Production: 5000 unités   |                                                  |
| 2008 |                                                                             | En mémoire de Nizami Gandjavi                    |
| 2008 | Nominal: 100 manat Masa: 31,107 g Diamètre: 37 mm Production: 1000 unités   |                                                  |
| 2008 |                                                                             | En mémoire de Bul-bul                            |
| 2008 | Nominal: 100 manat Masa: 31,107 g Diamètre: 37 mm Production: 1000 unités   |                                                  |
| 2008 |                                                                             | En mémoire de Uzeyir Hadjibeyli                  |
| 2008 | Nominal: 100 manat Masa: 31,107 g Diamètre: 37 mm Production: 1000 unités   |                                                  |
| 2009 |                                                                             | 85 ans de la République autonome du Nakhitchevan |
| 2009 | Nominal: 100 manat Masa: 31,107 g Diamètre: 37 mm Production: 500 unités    |                                                  |
| 2011 |                                                                             | 20 ans de reprise d'indépendance                 |
| 2011 | Nominal: 100 manat Masa: 31,1 g Diamètre: 37 mm Production: 2000 unités     |                                                  |
| 2015 |                                                                             | 90 ans de la République autonome du Nakhitchevan |
| 2015 | Nominal: 100 manat Masa: 31,1 g Diamètre: 38,61 mm Production: 1000 unités  |                                                  |
| 2015 |                                                                             | Contrat de 20 ans du siècle (1994)               |
| 2015 | Nominal: 100 manat Masa: 31,1 g Diamètre: 38,61 mm Production: 1000 unités  |                                                  |

## Série de «Jeux Européens de 2015»

### Monnaies métalliques communes
Les pièces de la série de Jeux européens 2015 ont été fabriquées en alliage de cuivre-nickel à la Monnaie de Grande-Bretagne.
Valeur nominale: 1 manat
Masse: 28,28 g
Diamètre: 38,61 mm
Production: 1000 unités

### Monnaies en métaux précieux

#### En argent
Les pièces d'argent ont été frappées de qualité 999 à la Monnaie de Grande-Bretagne.

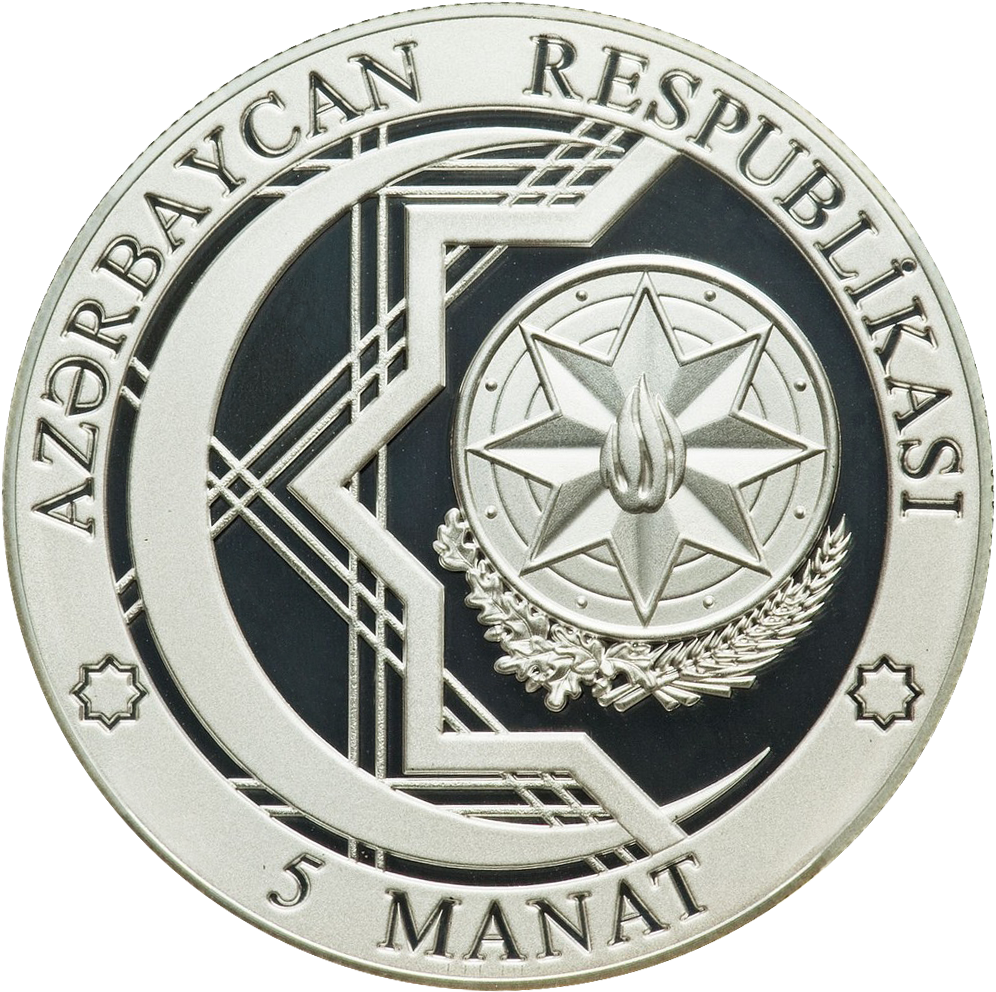
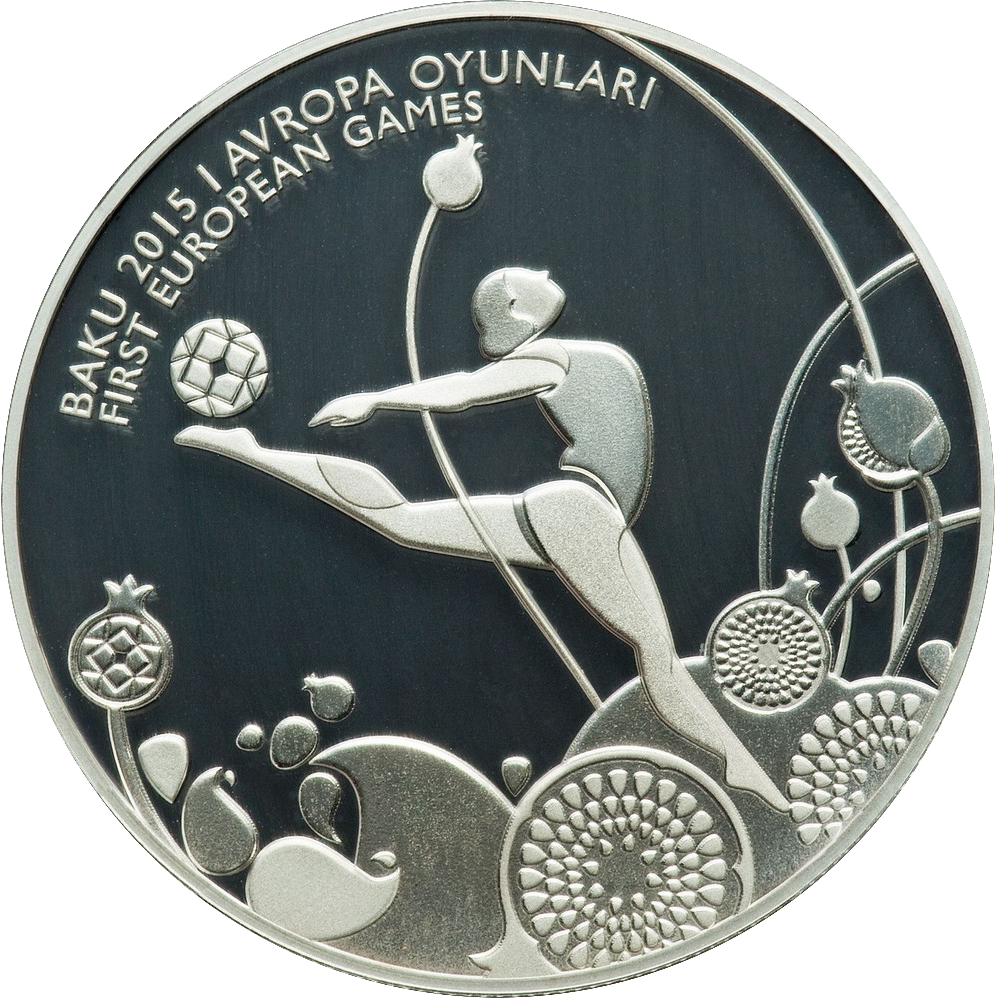
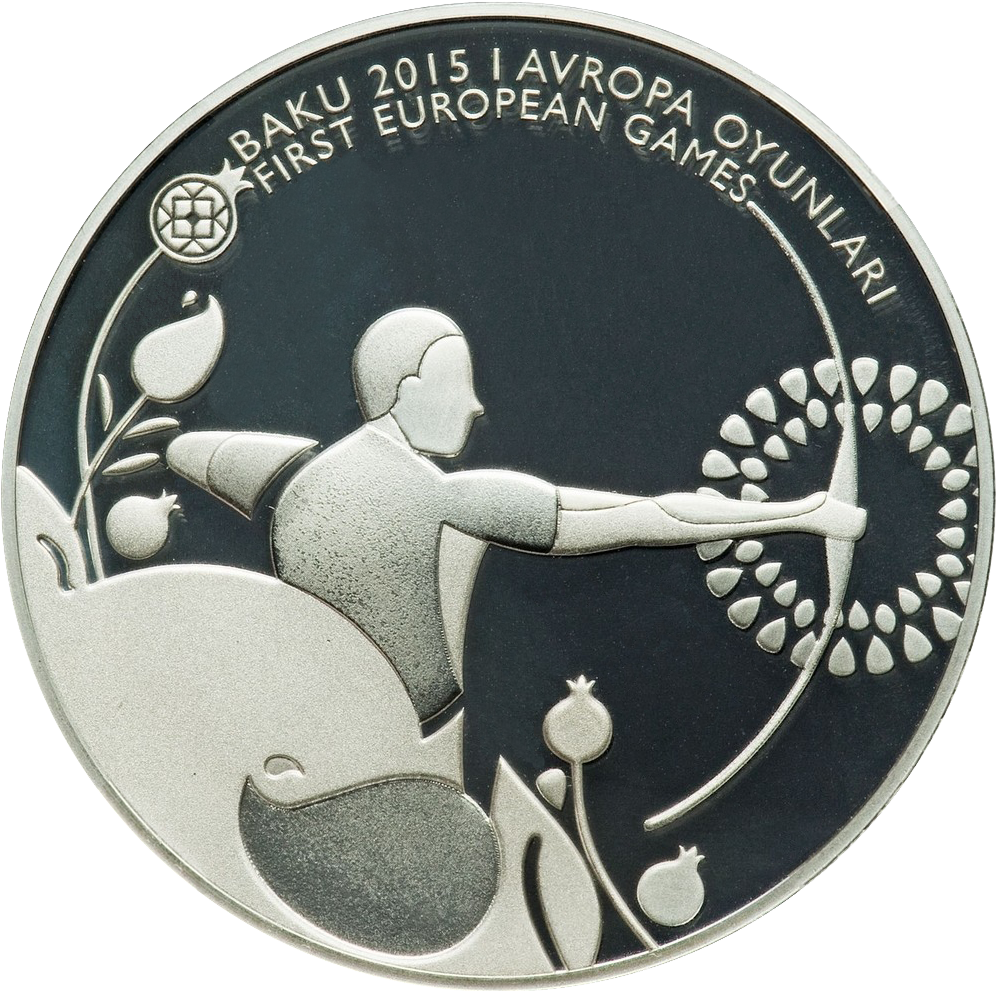
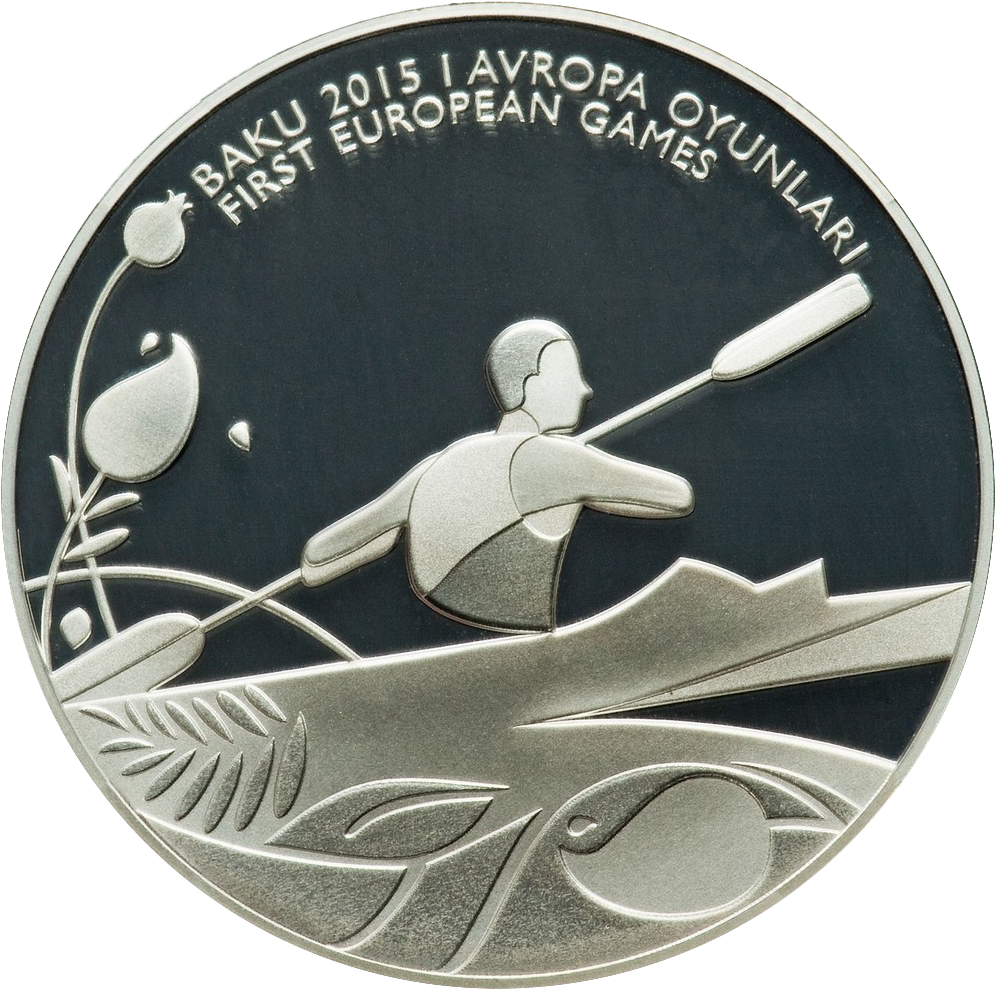
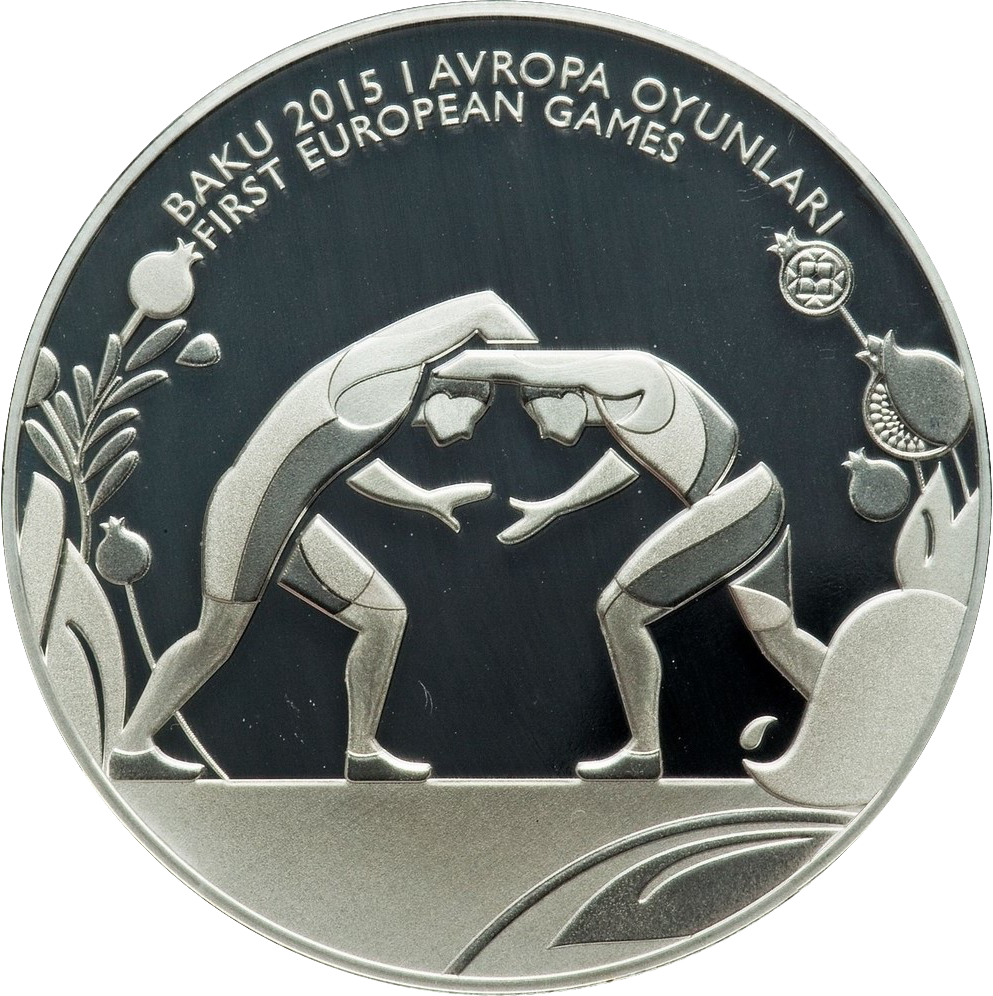
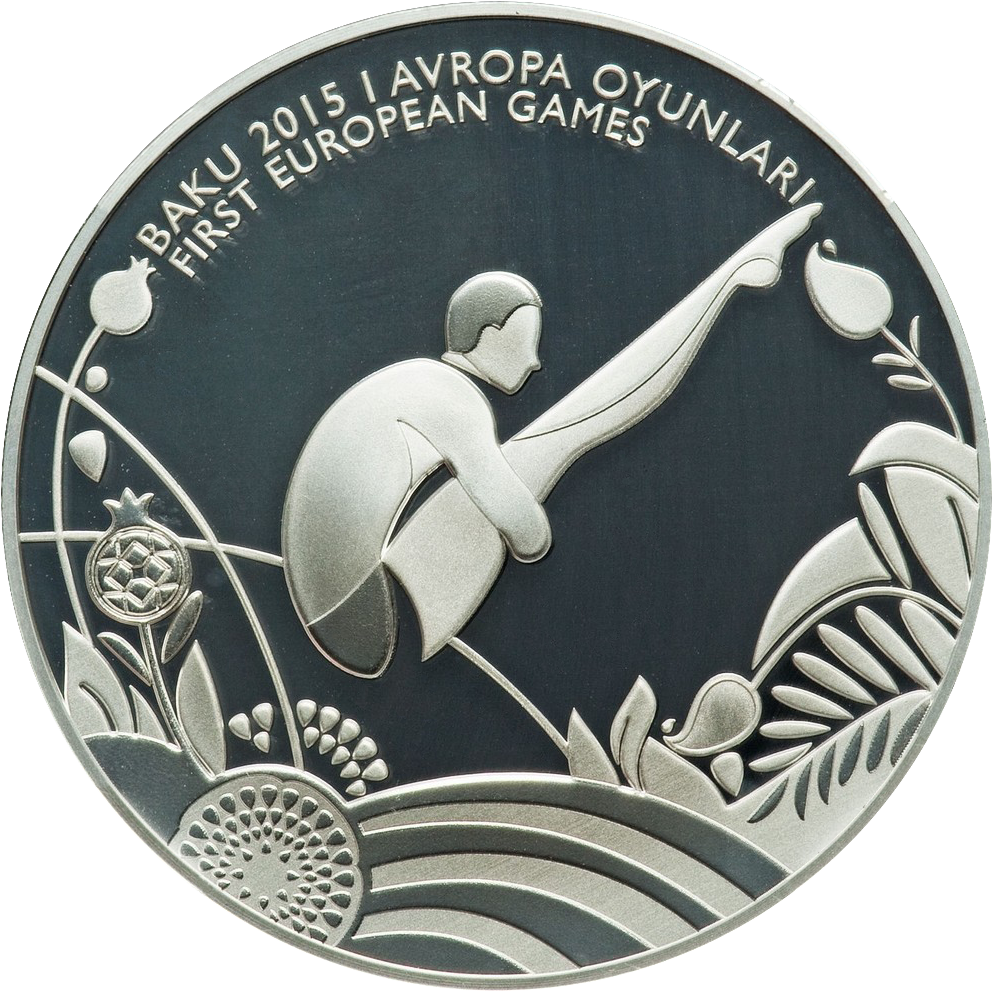

Valeur nominale: 5 manat
Masse: 31,21 g
Diamètre: 38,61 mm
Production: 200 unités

#### D'or
Les pièces d'or ont été frappées de qualité 999 à la Monnaie de Grande-Bretagne.

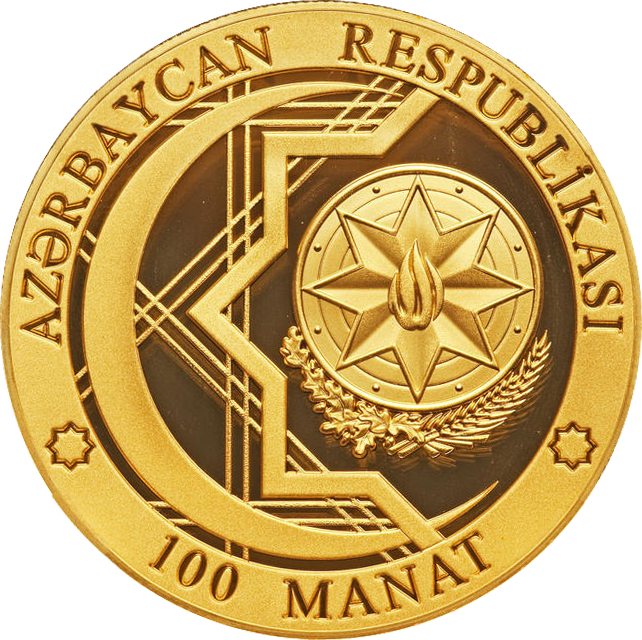
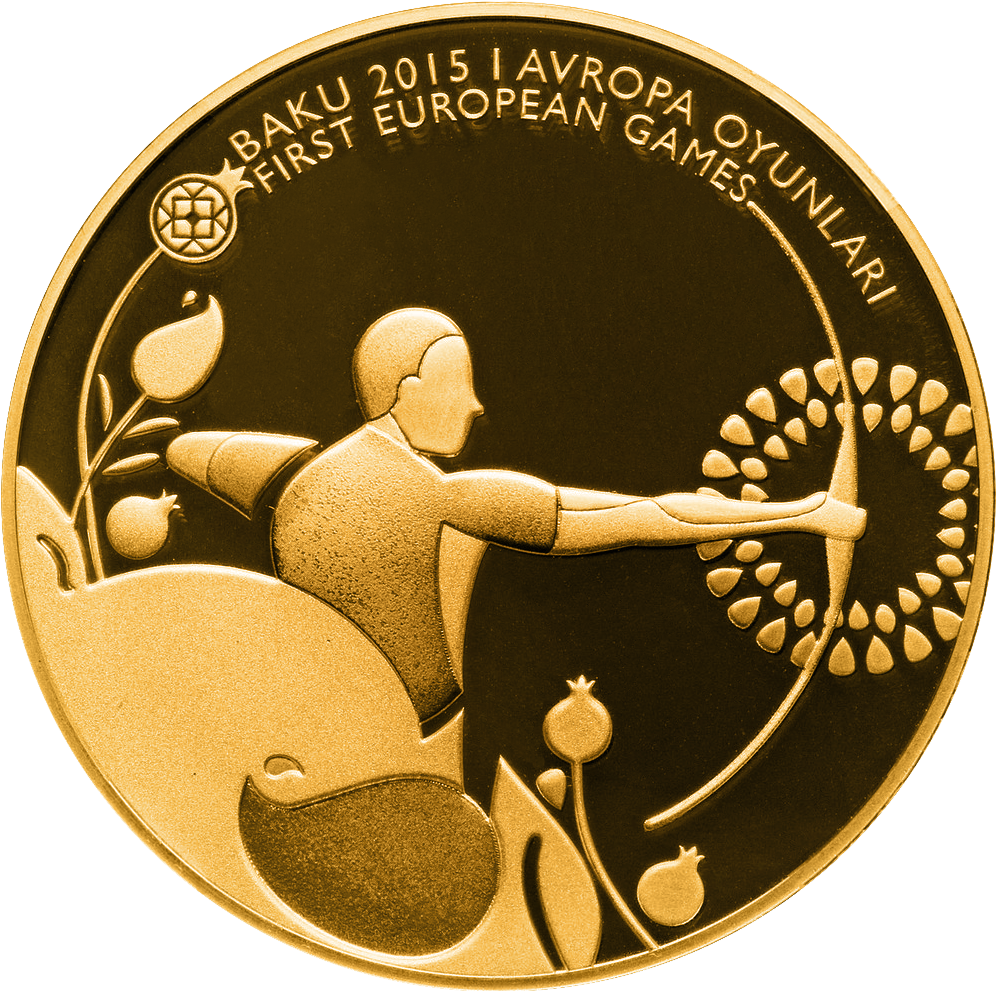
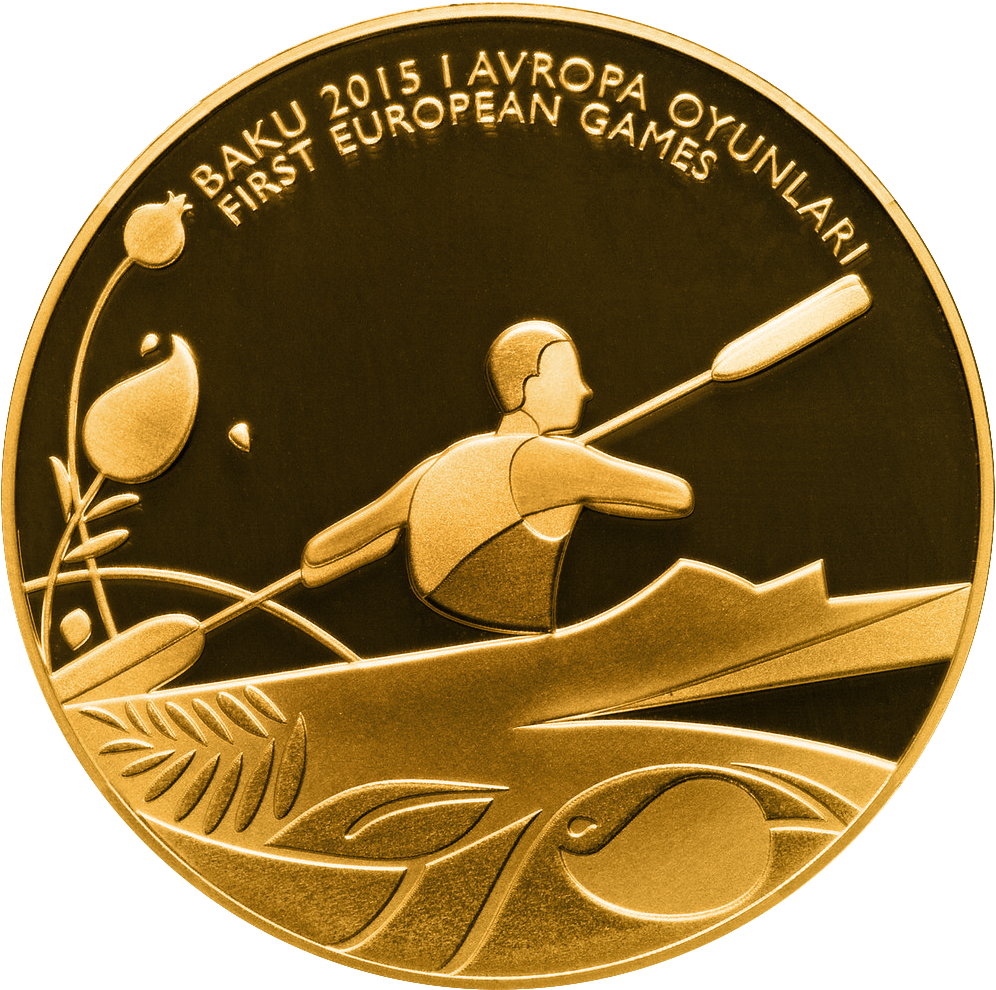
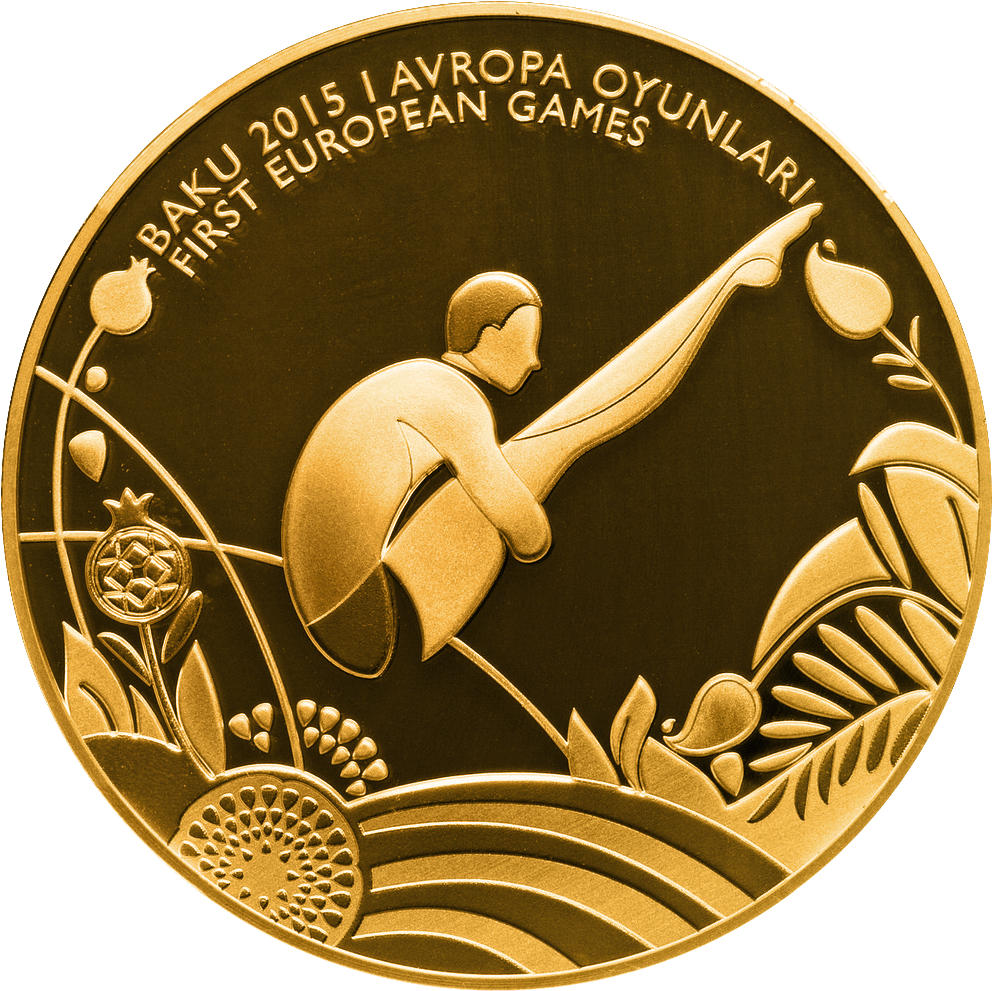
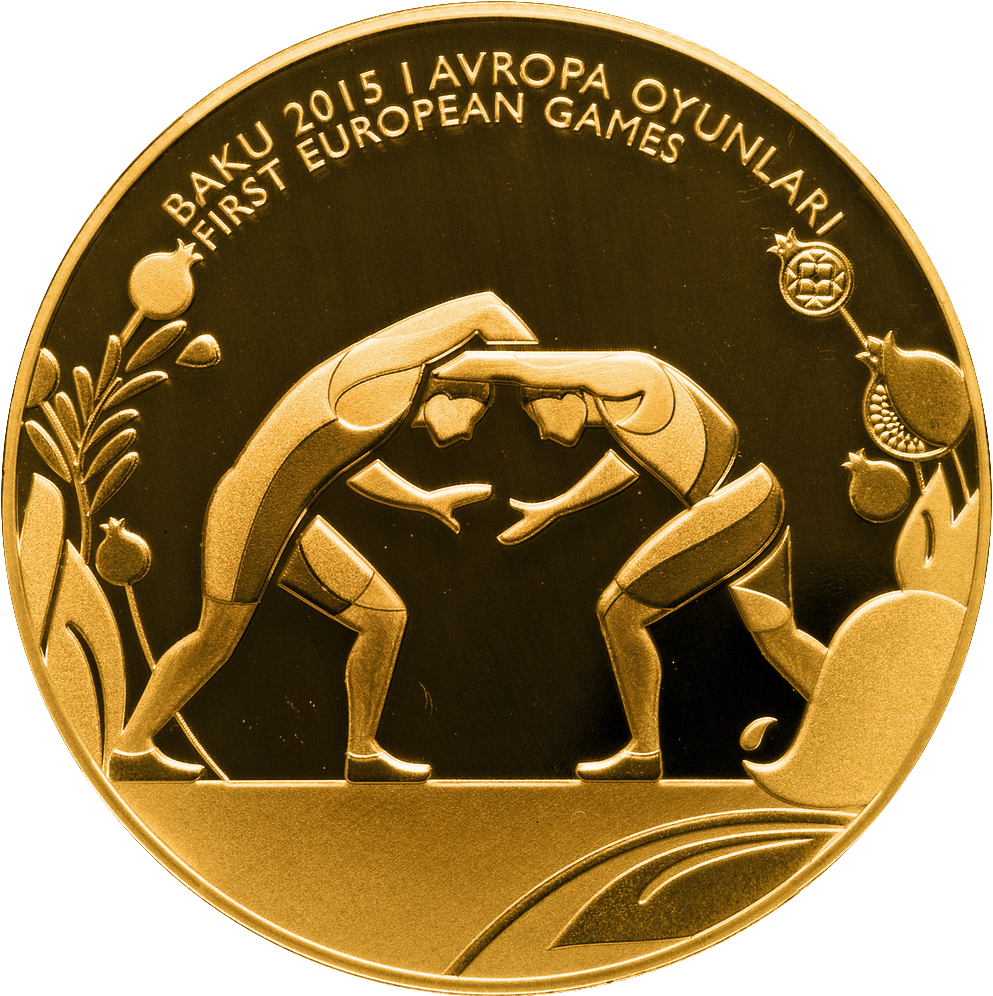
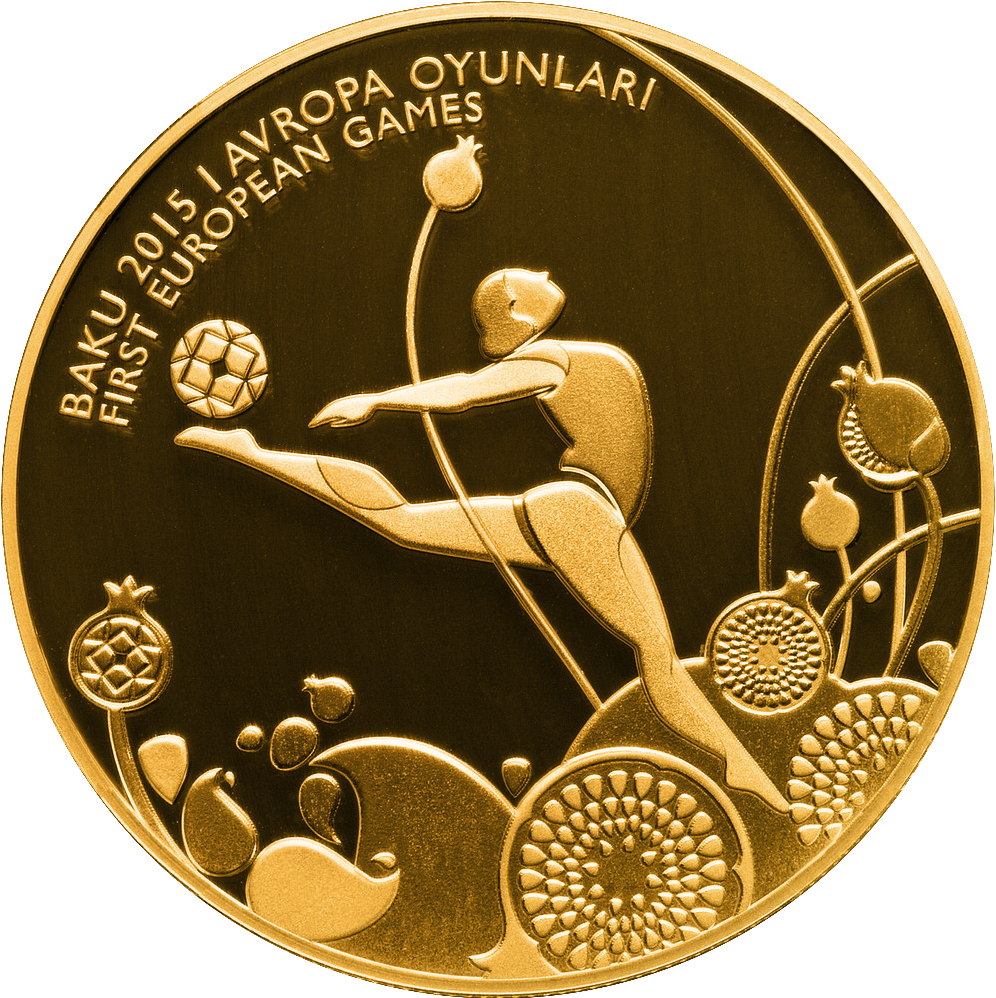

Valeur nominale: 100 manat
Masse: 31,21 g
Diamètre: 38,61 mm
Production: 500 unités